# Oswald Hafenrichter
Oswald Eduard Hafenrichter (* 10. April 1899 in Oplotnitz, Österreich-Ungarn; † Mai 1973 in London) war ein österreichisch-britischer Filmeditor.

## Leben
Der aus der Südsteiermark stammende Oswald Eduard Hafenrichter studierte Anfang der 1920er-Jahre Medizin in Graz und Wien, bevor er 1925 nach Berlin zog, wo er sich von der UFA zum Schnittmeister ausbilden ließ. Nach der Machtergreifung der Nationalsozialisten wurde er wegen seiner Tätigkeit in der KPD mehrfach verhaftet, weswegen er 1936 nach Wien zog, um für den italienischen Filmregisseur Carmine Gallone weiter arbeiten zu können. Nachdem sich Italien dem Dritten Reich im Krieg anschloss, flüchtete er über Frankreich nach England, wo er in den letzten Kriegsjahren unter Winston Churchill Propagandafilme schnitt. Nach dem Krieg blieb er in London und arbeitete weiter als Editor, so auch bei Der dritte Mann, die ihm 1951 eine Oscarnominierung für den Besten Schnitt einbrachte. Der brasilianische Regisseur Alberto Cavalcanti überredete ihn 1950 ihm nach Brasilien zu folgen, um für ihn zu arbeiten. Nach sieben Jahren, in denen er vor allem Dramen schnitt, kehrte er nach London zurück, wo er bis zu seinem Tode in London Borough of Hounslow weiterhin im Bereich Filmschnitt arbeitete.

## Filmografie (Auswahl)
- 1931: Mädchen in Uniform
- 1932: Gitta entdeckt ihr Herz
- 1932: Liebe auf den ersten Ton
- 1933: Der Choral von Leuthen
- 1934: Konjunkturritter
- 1934: La Paloma. Ein Lied der Kameradschaft
- 1935: Punks kommt aus Amerika
- 1935: Der grüne Domino
- 1937: Karthagos Fall (Scipione l’Africano)
- 1939: Premiere der Butterfly (Il sogno di Butterfly)
- 1948: Kleines Herz in Not (The Fallen Idol)
- 1949: Der dritte Mann (The Third Man)
- 1953: O Cangaceiro – Die Gesetzlosen (O Cangaceiro)
- 1957: Die kleinste Schau der Welt (The Smallest Show on Earth)
- 1960: Die unheimlichen Hände des Dr. Orlak (The Hands of Orlac)
- 1962: Rendezvous in Madrid (The Happy Thieves)
- 1962: Ein Toter sucht seinen Mörder (The Brain)
- 1964: Das Verrätertor
- 1965: Dr. Who und die Daleks (Dr. Who and the Daleks)
- 1965: Der Schädel des Marquis de Sade (The Skull)
- 1966: Der Puppenmörder (The Psychopath)
- 1966: Das Geheimnis der weißen Nonne
- 1966: Die Gentlemen bitten zur Kasse
- 1966: Die tödlichen Bienen (The Deadly Bees)
- 1967: Ratten im Secret Service (Danger Route)
- 1969: Die Spur führt nach Soho (The File of the Golden Goose)
- 1970: Das Ungeheuer (Trog)
- 1972: Nachts, wenn das Skelett erwacht (The Creeping Flesh)
- 1973: In der Schlinge des Teufels (The Vault of Horror)

## Nominierung (Auswahl)
Oscar
- 1951: Nominierung für den Besten Schnitt mit Der Dritte Mann